# Kleszczewo Kościerskie (gromada)
Kleszczewo Kościerskie – dawna gromada, czyli najmniejsza jednostka podziału terytorialnego Polskiej Rzeczypospolitej Ludowej w latach 1954–1972.
Gromady, z gromadzkimi radami narodowymi (GRN) jako organami władzy najniższego stopnia na wsi, funkcjonowały od reformy reorganizującej administrację wiejską przeprowadzonej jesienią 1954 do momentu ich zniesienia z dniem 1 stycznia 1973, tym samym wypierając organizację gminną w latach 1954–1972.
Gromadę Kleszczewo Kościerskie z siedzibą GRN w Kleszczewie Kościerskim utworzono – jako jedną z 8759 gromad na obszarze Polski – w powiecie starogardzkim w woj. gdańskim na mocy uchwały nr 23/III/54 WRN w Gdańsku z dnia 5 października 1954. W skład jednostki wszedł obszar dotychczasowej gromady Semlin ze zniesionej gminy Zblewo w tymże powiecie oraz obszary dotychczasowych gromad Kleszczewo Kościerskie, Lipia Góra Mała, Jezierce i Zawada ze zniesionej gminy Pogódki w powiecie kościerskim w tymże województwie. Dla gromady ustalono 14 członków gromadzkiej rady narodowej.
1 stycznia 1962 gromadę zniesiono, a jej obszar włączono do znoszonej gromady Pinczyn w tymże powiecie.